# پلین سیتی (اهایو)
پلین سیتی (به انگلیسی: Plain City) یک روستا در ایالات متحده آمریکا است که در اوهایو واقع شده‌است. پلین سیتی ۶٫۲۲ کیلومتر مربع مساحت و ۴٬۲۲۵ نفر جمعیت دارد و ۲۸۵ متر بالاتر از سطح دریا واقع شده‌است.